# Canon Vickers S

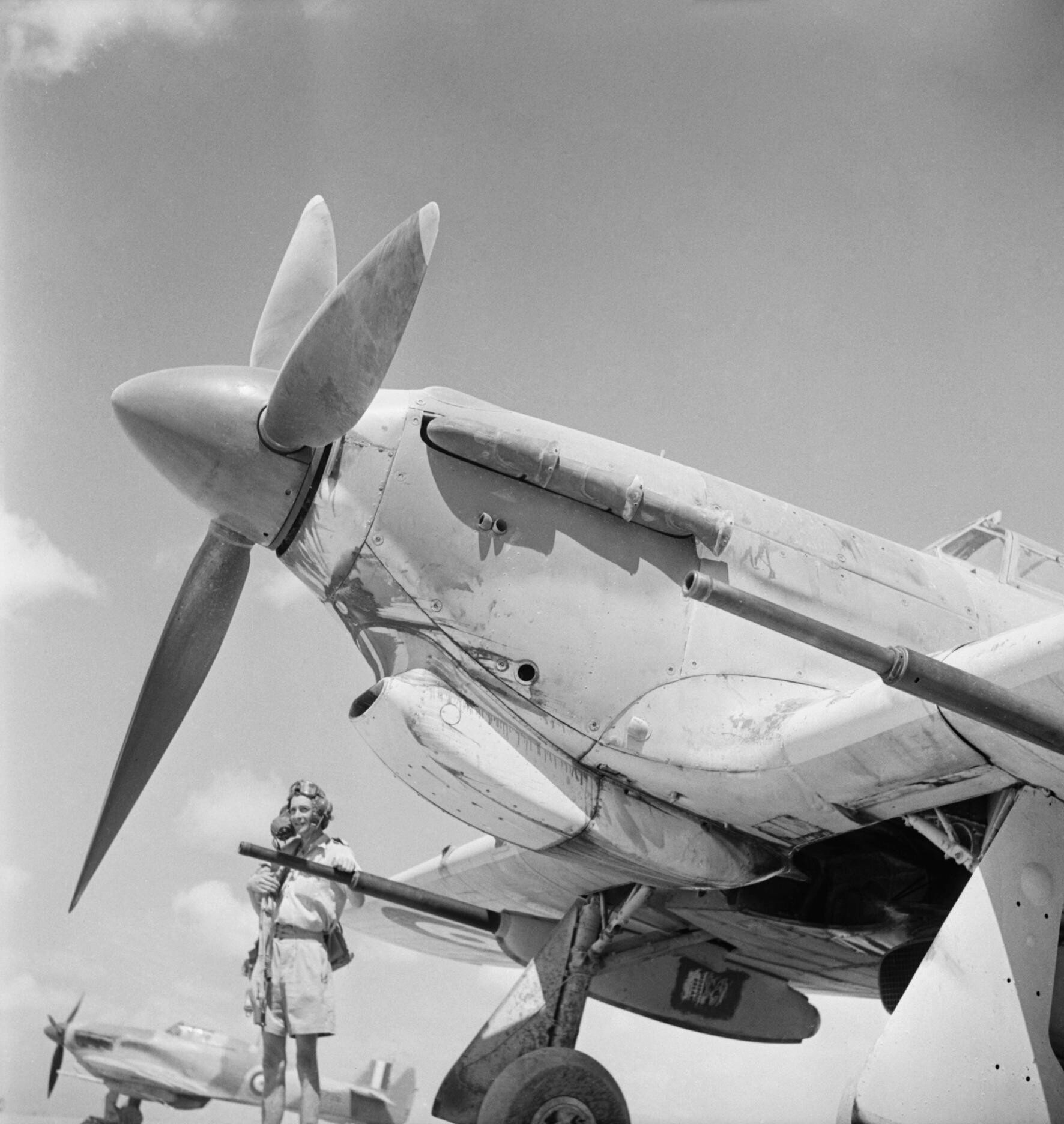
Monté sur Hawker Hurricane.

Le Vickers Catégorie « S » est un canon de 40 mm équipant les avions de guerre britanniques destinés à attaquer les cibles au sol durant la Seconde Guerre mondiale.

## Histoire
Le canon Vickers Catégorie « S » de 40 mm fut développé à la fin des années 1930 en tant qu'armement destiné aux avions de guerre. Les munitions étaient basées sur les boitiers de cartouches de type 40x158R qui armaient préalablement les canons de DCA des navires britanniques « QF » (pour quick fire) de 2 livres surnommés aussi Pom-pom. Le canon possédait un système de recul qui dérivait d'un autre canon britannique, le 37 mm 1½pdr "COW gun" (Coventry Ordnance Works). Le canon avait été conçu à l'origine comme armement défensif sur des bombardiers et fut testé et intégré dans les tourelles des Vickers Wellington II. Il ne fut que rarement employé dans ces appareils mais quand le besoin d'attaquer les chars ennemis à partir du ciel se révéla nécessaire, le canon de type "S" fut choisi et on lui développa des munitions spéciales permettant de percer les blindages épais.

## Service durant la Seconde Guerre mondiale
Deux canons de ce type furent intégrés sous les ailes des Hawker Hurricane de la IIe Division dont les pilotes et combattants servaient dans le 6e Escadron de la RAF. Ces derniers furent envoyés en Afrique du Nord à la mi-1942 et obtinrent des succès considérables durant la guerre du désert ; les sources parlent de 148 chars touchés, dont 47 détruits et environ 200 autres véhicules de tout type. Cependant, ces avions subirent de lourdes pertes, principalement à cause des batteries anti-aériennes. En effet, les Hurricane étaient peu protégés face à la DCA, leur blindage étant léger. Ils souffraient aussi d'un manque d'efficacité face aux chars Tigre allemands lourdement blindés. En 1944, ils servirent dans le Pacifique, principalement en tirant des munitions explosives contre les routes et les transports fluviaux et maritimes.
Cet emploi dans le Pacifique révéla un haut niveau de précision des canons Vickers S, avec une moyenne de 25 % des tirs qui atteignaient leur cible (pour ce qui est des chars). Les attaques aux munitions explosives furent aussi précises qu'avec des munitions perforantes, cela étant rendu possible car la balistique était étroitement liée et avait de nombreuses similitudes avec le modèle de la mitrailleuse Browning 1919 utilisée pour des missions d'observation et de reconnaissance (les munitions explosives étaient en effet plus légères et de ce fait plus rapides). Pour donner une comparaison, le taux de précision des roquettes RP-3 tirées par des chasseurs-bombardiers était seulement de 5 % contre les cibles blindées (chars). La recherche opérationnelle exercée pendant la bataille de Normandie en 1944 révéla que ce taux de précision diminuait à 0,5 % en situation de combat, probablement à cause des problèmes des calculs mentaux particulièrement complexes qu'il fallait exécuter en ce qui concerne la trajectoire et la vitesse variables des roquettes, bien que l'effet d'une salve de RP-3 sur le moral des équipages de chars allemands fût, il est vrai, considérable.
Un bombardier B-17 Mk.IIA du Coastal Command a été équipé de ce canon

## Caractéristiques
- Calibre: 40 mm
- Longueur: 2,970 m
- Longueur du fût du canon: 1,700 m
- Poids: 134 kg
- Cadence de tir: 100 coups par minute
- Système d'alimentation: chargeur de 15 coups.

## Sources
- (en) Cet article est partiellement ou en totalité issu de l’article de Wikipédia en anglais intitulé « Vickers » (voir la liste des auteurs).